# Romano Masoni

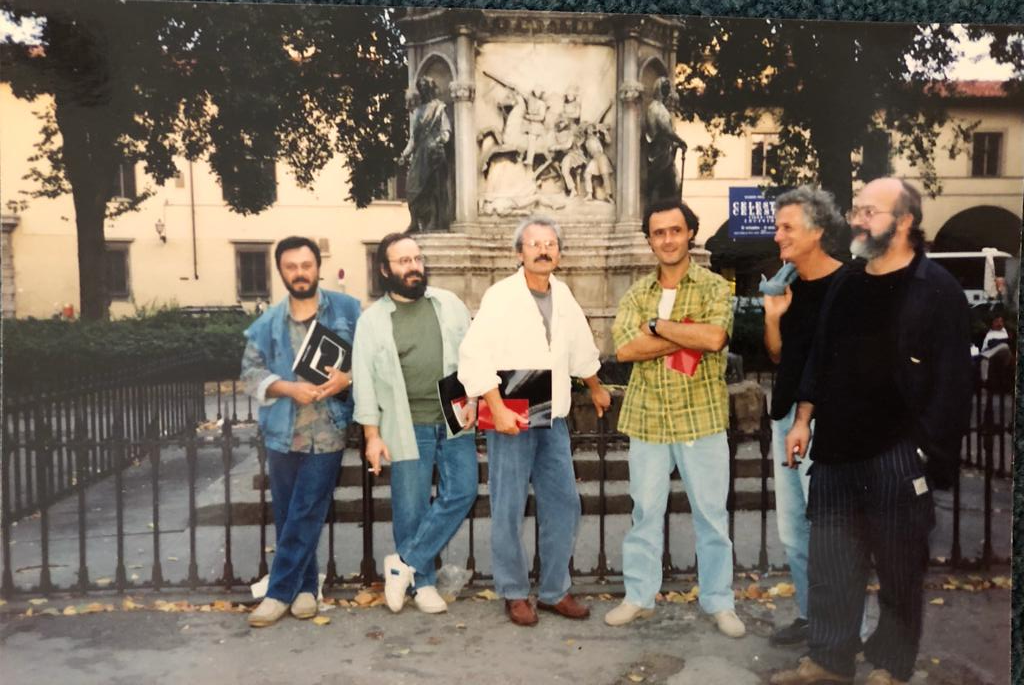
Romano Masoni (primo a destra) con gli altri artisti del "Gruppo Morto" a Firenze nel 1992.

Romano Masoni (Santa Croce sull'Arno, 2 settembre 1940) è un pittore e incisore italiano.

## Biografia
Artista toscano ed incisore, nato a Santa Croce sull'Arno (PI) nel 1940, dove risiede e lavora. Ha frequentato la scuola d'Arte "Simi" a Firenze.
Fin dall'inizio degli anni settanta unisce all'attività artistica, un impegno politico e sociale incentrato sul territorio. 
Nel 1977 è tra i fondatori della rivista politico culturale Il Grandevetro. 
Negli anni ottanta a Santa Croce sull'Arno promuove con altri artisti e intellettuali il "Circolo del Pestival" ed il "Progetto Pestival La grande metafora". Il progetto portò al restauro e alla inaugurazione nel 1991 del "Centro di attività espressive Villa Pacchiani, di cui Masoni è stato direttore fino al 1999.

## Attività artistica
Nel 1981 è segnalato Bolaffi per la pittura da Enzo Carli. 
Ha esposto in importanti rassegne nazionali ed internazionali come la Quadriennale di Roma nel 1975, la Biennale del Fiorino di Firenze nel 1977, la Triennale dell'Incisione di Milano nel 1990, The Book in Twentieth Century Italy al Museum of Modern Art di New York nel 1992, al Fringe Festival Visual Art di Melbourne nel 1997, alla Biblioteca Nazionale di Firenze nel 1997, alla Quatrième Triennale Mondiale d'Estampes a Chamalière Azérat Francia ed infine al Centro Culturale Berchem di Anversa nel 1998. 
Frutto della sua ricerca artistica più recente sono le Derive, esposte nel marzo 2002 in una personale presso la Fondazione Piaggio di Pontedera e nel 2008 ha esposto in un'antologica a San Gimignano presso il Museo d'Arte Contemporanea "Raffaele de Grada".
Nel 2021, quattro sue incisioni e l'opera "Auto Da Fé", una tecnica mista dove i colori cupi sono incorniciati da una foglia d'oro, entrano a far parte della collezione del Montecatini Contemporary Art.